# Tio vackra visor och Personliga Person
Tio vackra visor och Personliga Person är ett svenskt musikalbum av Cornelis Vreeswijk, utgivet 1968. Albumet producerades av Anders Burman och gavs ut på skivbolaget Metronome. Skivan innehåller några av Cornelis mest kända låtar som "Somliga går med trasiga skor", "Deirdres samba" och "Felicia - adjö". Den Felicia som åsyftas i visan är samma Felicia som omnämns i Aksel Sandemoses roman Varulven (1958). Hela albumet finns inkluderat på samlingen Mäster Cees memoarer vol. 2 (1993) som spår 14-24.

## Låtlista
Alla låtar är skrivna av Cornelis Vreeswijk om inget annat anges. Originaltitlar syns inom parentes.

### Sida A
1. Deirdres samba (Quem te viu, quem te ve) (Chico Buarque de Hollanda, svensk text: Vreeswijk) – 3:07
2. Bibbis visa – 1:29
3. Veronica – 3:09
4. I Rio de Janeiro (Musik: Carl-Axel Dominique, text: Vreeswijk) – 3:45 (inspelad på Hamburger Börs med Jan Allans orkester)
5. Florentijn i byn – 2:36
6. Papillas samba – 1:49

### Sida B
1. Somliga går med trasiga skor – 3:07
2. Felicia - adjö – 2:42
3. Tomtebloss – 1:53
4. Saskia – 4:38
5. Personliga Person – 1:54

## Musiker
- Cornelis Vreeswijk – sång, gitarr
- Rune Gustafsson – gitarr
- Sture Nordin – kontrabas
- Sabu Martinez – congas, maracas
- Yngve Sandström – flöjt (Bibbis visa & Tomtebloss)
- Sven-Olof Walldoffs stråkar – (Deirdres samba & Felicia - adjö)

## Källhänvisningar
- Discogs.com – Cornelis Vreeswijk – Tio Vackra Visor Och Personliga Person